# Грузія на літніх Олімпійських іграх 2004
Літні Олімпійські ігри 2004 року в Афінах стали третіми літніми Олімпійськими іграми, і шостими Олімпійськими іграми взагалі, в яких грузинські спортсмени брали участь під прапором незалежної Грузії. Прапороносцем на церемонії відкриття Олімпіади став дзюдоїст Зураб Звіадаурі.
Всього в Олімпіаді взяло участь 32 олімпійці Грузії: 26 чоловіків та 6 жінок. Вони змагалися в 10 видах спорту: стрільба з лука, легка атлетика, бокс, спортивна гімнастика, стрибки на батуті, дзюдо, стрільба, плавання, важка атлетика і боротьба.
Вперше грузинські спортсмени вибороли золоті та срібні олімпійські нагороди, і, що цікаво, вперше лишились без бронзових медалей на літніх Олімпійських іграх. Першим олімпійським чемпіоном незалежної Грузії став дзюдоїст Зураб Звіадаурі. Він виборов золоту медаль 18 серпня 2004 року. Другу золоту медаль 21 серпня 2004 року здобув важкоатлет Георгій Асанідзе.

## Медалісти
| Медаль | Спортсмен        | Вид спорту     | Дисципліна                               |
| ------ | ---------------- | -------------- | ---------------------------------------- |
| Золото | Георгій Асанідзе | Важка атлетика | Чоловіки, 85 кг                          |
| Золото | Зураб Звіадаурі  | Дзюдо          | Чоловіки, 90 кг                          |
| Срібло | Нестор Гергіані  | Дзюдо          | Чоловіки, 60 кг                          |
| Срібло | Рамаз Нозадзе    | Боротьба       | Греко-римська боротьба — чоловіки, 96 кг |

## Бокс
| Категорія           | Спортсмен | 1/32                      | 1/16                       | Чвертьфінал        | Півфінал           | Фінал              | Місце      |
| Категорія           | Спортсмен | Суперник Результат        | Суперник Результат         | Суперник Результат | Суперник Результат | Суперник Результат | Місце      |
| ------------------- | --------- | ------------------------- | -------------------------- | ------------------ | ------------------ | ------------------ | ---------- |
| Ніколоз Ізорія      | до 51 кг  | Валід Шериф (TUN) W 24–14 | Фуад Асланов (AZE) L 21–27 | не пройшов         | не пройшов         | не пройшов         | не пройшов |
| Костянтин Купатадзе | до 57 кг  | Bye                       | Кім Сон-Гук (PRK) L 14–25  | не пройшов         | не пройшов         | не пройшов         | не пройшов |

## Боротьба
Вільна боротьба
| Спортсмен          | Категорія | Груповий турнір                      | Груповий турнір                       | Груповий турнір | Чвертьфінал               | Півфінал           | Фінал                    | Фінал |
| Спортсмен          | Категорія | Суперник Результат                   | Суперник Результат                    | Місце           | Суперник Результат        | Суперник Результат | Суперник Результат       | Місце |
| ------------------ | --------- | ------------------------------------ | ------------------------------------- | --------------- | ------------------------- | ------------------ | ------------------------ | ----- |
| Давид Погосян      | −60 кг    | Оюунбілегійн Пуревбаатар (MGL) W 3–1 | Ерік Гуерреро (USA) W 3–1             | 1 Q             | Яндро Кінтана (CUB) L 0–3 | не пройшов         | Гіві Сісаурі (CAN) W 5–0 | 5     |
| Отар Тушишвілі     | −66 кг    | Серхо Рондон (CUB) L 0–4             | Ельбрус Тедеєв (UKR) L 0–5            | 3               | не пройшов                | не пройшов         | не пройшов               | 21    |
| Гела Сагірашвілі   | −74 кг    | Джо Вільямс (USA) L 1–3              | Мехді Хаджизаде (IRI) L 1–3           | 3               | не пройшов                | не пройшов         | не пройшов               | 14    |
| Реваз Міндорашвілі | −84 кг    | Лазарос Лоїзідіс (GRE) L 1–3         | Вінсент Ака-Акессе (FRA) W 3–0        | 2               | не пройшов                | не пройшов         | не пройшов               | 13    |
| Ельдар Куртанідзе  | −96 кг    | Аліреза Гейдарі (IRI) L 1–3          | Антуан Жауде (BRA) W 5–0              | 2               | не пройшов                | не пройшов         | не пройшов               | 8     |
| Алекс Модебадзе    | −120 кг   | Отто Аубелі (HUN) W 3–0              | Курамагомед Курамагомедов (RUS) L 0–3 | 2               | не пройшов                | не пройшов         | не пройшов               | 14    |

Греко-римська боротьба
| Спортсмен          | Категорія | Груповий турнір                 | Груповий турнір                | Груповий турнір                | Груповий турнір | Чвертьфінал                  | Півфінал                    | Фінал                    | Фінал |
| Спортсмен          | Категорія | Суперник Результат              | Суперник Результат             | Суперник Результат             | Місце           | Суперник Результат           | Суперник Результат          | Суперник Результат       | Місце |
| ------------------ | --------- | ------------------------------- | ------------------------------ | ------------------------------ | --------------- | ---------------------------- | --------------------------- | ------------------------ | ----- |
| Іраклій Чочуа      | −55 кг    | Еркан Їлдиз (TUR) W 3–1         | Сваюнас Адомайтіс (LTU) W 3–1  | Н/Д                            | 1 Q             | Олексій Якуленко (UKR) L 1–3 | не пройшов                  | Ласаро Рівас (CUB) L 0–4 | 6     |
| Акакій Чачуа       | −60 кг    | Паоло Фусіле (ITA) W 4–0        | Нурлан Койжайганов (KAZ) L 1–3 | 2                              | не пройшов      | не пройшов                   | не пройшов                  | 9                        |       |
| Манучар Квірквелія | −66 кг    | Сереф Ероглу (TUR) L 0–5        | Армен Варданян (UKR) L 0–5     | Луїс Ізкіердо (COL) L 0–5      | 4               | не пройшов                   | не пройшов                  | не пройшов               | 18    |
| Мухран Вахтангадзе | −84 кг    | Могамед Абдельфатах (EGY) L 0–3 | Бред Верінг (USA) L 0–5        | Н/Д                            | 3               | не пройшов                   | не пройшов                  | не пройшов               | 18    |
| Рамаз Нозадзе      | −96 кг    | Мірко Енґліх (GER) W 3–1        | Давид Салдадзе (UKR) W 3–1     | Н/Д                            | 1 Q             | Гогі Когуашвілі (RUS) W 3–0  | Масуд Гашемзаде (IRI) W 3–1 | Карам Габер (EGY) L 0–4  | 2     |
| Міріан Гіоргадзе   | −120 кг   | Едді Бенгтссон (SWE) L 0–3      | Георгій Цурцумія (KAZ) W 3–1   | Ксенофон Куціумпас (GRE) L 0–3 | 4               | не пройшов                   | не пройшов                  | не пройшов               | 15    |

## Важка атлетика
| Спортсмен        | Дисципліна | Ривок (кг) | Поштовх (кг) | Разом (кг) | Місце |
| ---------------- | ---------- | ---------- | ------------ | ---------- | ----- |
| Георгій Асанідзе | 85 кг      | 177.5      | 205          | 382.5      | 1     |
| Арсен Касабієв   | 94 кг      | 155        | 207.5        | 362.5      | 14    |

## Гімнастика

### Спортивна гімнастика
| Спортсмен      | Дисципліна              | Кваліфікація | Кваліфікація | Кваліфікація | Кваліфікація | Кваліфікація | Кваліфікація | Кваліфікація | Кваліфікація | Фінал    | Фінал    | Фінал    | Фінал    | Фінал    | Фінал    | Фінал  | Фінал |
| Спортсмен      | Дисципліна              | Знаряддя     | Знаряддя     | Знаряддя     | Знаряддя     | Знаряддя     | Знаряддя     | Разом        | Місце        | Знаряддя | Знаряддя | Знаряддя | Знаряддя | Знаряддя | Знаряддя | Разом  | Місце |
| Спортсмен      | Дисципліна              | F            | PH           | R            | V            | PB           | HB           | Разом        | Місце        | F        | PH       | R        | V        | PB       | HB       | Разом  | Місце |
| -------------- | ----------------------- | ------------ | ------------ | ------------ | ------------ | ------------ | ------------ | ------------ | ------------ | -------- | -------- | -------- | -------- | -------- | -------- | ------ | ----- |
| Ілія Гіоргадзе | вільні вправи, чоловіки | 9.437        | 9.100        | 9.450        | 9.350        | 9.600        | 9.075        | 56.012       | 22 Q         | 8.737    | 9.587    | 9.487    | 9.337    | 9.662    | 8.462    | 55.272 | 22    |

### Батут
| Спортсмен       | Дисципліна | Кваліфікація | Кваліфікація | Фінал     | Фінал |
| Спортсмен       | Дисципліна | Результат    | Місце        | Результат | Місце |
| --------------- | ---------- | ------------ | ------------ | --------- | ----- |
| Русудан Хоперія | жінки      | 64.90        | 5 Q          | 36.10     | 6     |

## Дзюдо
| Спортсмен           | Категорія              | 1/32                                | 1/16                              | Чвертьфінал                            | Півфінал                                | Втішний раунд 1                          | Втішний раунд 2                       | Втішний раунд 3                    | Фінал / ББ                           | Фінал / ББ |
| Спортсмен           | Категорія              | Суперник Результат                  | Суперник Результат                | Суперник Результат                     | Суперник Результат                      | Суперник Результат                       | Суперник Результат                    | Суперник Результат                 | Суперник Результат                   | Місце      |
| ------------------- | ---------------------- | ----------------------------------- | --------------------------------- | -------------------------------------- | --------------------------------------- | ---------------------------------------- | ------------------------------------- | ---------------------------------- | ------------------------------------ | ---------- |
| Нестор Хергіані     | до 60 кг, чоловіки     | Кендзі Уемацу (ESP) W 1001–0010     | Базарбек Донбай (KAZ) W 0010–0000 | Євген Станев (RUS) W 0120–0010         | Масуд Гаджі Ахондзаде (IRI) W 0122–0011 | Bye                                      | Bye                                   | Bye                                | Номура Тадахіро (JPN) L 0001–0100    | 2          |
| Давид Маргошвілі    | до 66 кг, чоловіки     | Георгій Георгієв (BUL) L 0012–1010  | не пройшов                        | не пройшов                             | не пройшов                              | Бекташ Демірель (TUR) W 0120–0010        | Муратбек Кіпшакбаєв (KAZ) W 0010–0001 | Хорхе Ленсіна (ARG) W 1000–0000    | Йорданіс Аренсібія (CUB) L 0000–0200 | 5          |
| Давид Кевхішвілі    | до 73 кг, чоловіки     | Масагіро Такамацу (JPN) W 0101–0010 | Віталій Макаров (RUS) L 0000–0221 | не пройшов                             | не пройшов                              | Лаврентіос Алексанідіс (GRE) W 1001–0001 | Дамдін Сюльдбаяр (MGL) W 0011–0010    | Леандро Ґвілейро (BRA) L 0000–0001 | не пройшов                           | не пройшов |
| Григол Маврикішвілі | до 81 кг, чоловіки     | Олексій Будилін (EST) L 0100–0110   | не пройшов                        | не пройшов                             | не пройшов                              | не пройшов                               | не пройшов                            | не пройшов                         | не пройшов                           | не пройшов |
| Зураб Звіадаурі     | до 90 кг, чоловіки     | Франческо Лепре (ITA) W 1000–0000   | Хасанбі Таов (RUS) W 1001–0001    | Фредерік Демонтфокон (FRA) W 0010–0000 | Вінстон Гордон (GBR) W 1000–0020        | Bye                                      | Bye                                   | Bye                                | Гіросі Ізумі (JPN) W 1001–0000       | 1          |
| Івері Джикураулі    | до 100 кг, чоловіки    | Бат'яргалин Одхюю (MGL) W 1000–0000 | Самі Белгрун (ALG) W 1010–0001    | Ігор Макаров (BLR) L 0001–0011         | не пройшов                              | Bye                                      | Асхат Житкеєв (KAZ) L 0000–1000       | не пройшов                         | не пройшов                           | не пройшов |
| Лаша Гуджеджіані    | понад 100 кг, чоловіки | Селім Татароглу (TUR) L 0000–1011   | не пройшов                        | не пройшов                             | не пройшов                              | не пройшов                               | не пройшов                            | не пройшов                         | не пройшов                           | не пройшов |

## Легка атлетика
| Давид Іларіані    | 110 метрів з бар'єрами, чоловіки | 13.72 | 6  | не пройшов | не пройшов | не пройшов | не пройшов | не пройшов | не пройшов |
| Юлія Дубіна       | потрійний стрибок, жінки         | 13.36 | 31 | Н/Д        | Н/Д        | не пройшла | не пройшла |            |            |
| Маріам Кевхішвілі | штовхання ядра, жінки            | 15.06 | 34 | Н/Д        | Н/Д        | не пройшла | не пройшла |            |            |

## Плавання
| Спортсмен         | Дисципліна                     | Гіт     | Гіт   | Півфінал   | Півфінал   | Фінал      | Фінал      |
| Спортсмен         | Дисципліна                     | Час     | Місце | Час        | Місце      | Час        | Місце      |
| ----------------- | ------------------------------ | ------- | ----- | ---------- | ---------- | ---------- | ---------- |
| Зураб Хомасурідзе | 200 м вільним стилем, чоловіки | 1:58.02 | 58    | не пройшов | не пройшов | не пройшов | не пройшов |

## Стрільба
| Спортсмен       | Дисципліна                               | Кваліфікація | Кваліфікація | Фінал      | Фінал      |
| Спортсмен       | Дисципліна                               | Бали         | Місце        | Бали       | Місце      |
| --------------- | ---------------------------------------- | ------------ | ------------ | ---------- | ---------- |
| Ніно Салуквадзе | пістолет, 25 метрів (жінки)              | 580          | 8 Q          | 678.3      | 8          |
| Ніно Салуквадзе | пневматичний пістолет, 10 метрів (жінки) | 382          | =10          | не пройшла | не пройшла |

## Стрільба з лука
| Спортсмен          | Дисципліна                    | Кваліфікація | Кваліфікація | 1/64                               | 1/32               | 1/16               | Чвертьфінал        | Півфінал           | Фінал              | Фінал      |
| Спортсмен          | Дисципліна                    | Результат    | Посів        | Суперник Результат                 | Суперник Результат | Суперник Результат | Суперник Результат | Суперник Результат | Суперник Результат | Місце      |
| ------------------ | ----------------------------- | ------------ | ------------ | ---------------------------------- | ------------------ | ------------------ | ------------------ | ------------------ | ------------------ | ---------- |
| Крістіна Есебуа    | індивідуальна першість, жінки | 636          | 22           | Ріна Кумарі (IND) L 149–153        | не пройшла         | не пройшла         | не пройшла         | не пройшла         | не пройшла         | не пройшла |
| Хатуна Наріманідзе | індивідуальна першість, жінки | 620          | 41           | Альмудена Гальярдо (ESP) L 132–148 | не пройшла         | не пройшла         | не пройшла         | не пройшла         | не пройшла         | не пройшла |